# Transferrina
La transferrina es la proteína transportadora específica del hierro en el plasma de los mamíferos. También es conocida como siderofilina.  

## Descripción
Se trata de una beta 1 globulina, de forma elipsoidal y con un peso molecular que varía entre los 70000 y los 95000 daltons. Consiste en una glucoproteína formada por una cadena simple de polipéptidos que tiene dos sitios activos de unión para el hierro; estudios recientes han demostrado que existen tres pools de hierro plasmático según estén o no ocupados los sitios de unión por el hierro.
Un pool conformado por la llamada transferrina monoférrica y otro pool conformado por la llamada transferrina diférrica; cada uno de estos pools comportándose en forma diferente y con diferente tasa de recambio. El otro está formado por moléculas de la transferrina sin hierro: la apotransferrina o transferrina apoférrica. La unión del hierro a la transferrina ocurre al azar, sin embargo la forma monoférrica es mucho menos efectiva que la diférrica para donar el hierro a los tejidos.

## Funciones
La función principal de la transferrina, como ya se dijo, es la de unir estrechamente el hierro en forma férrica, además de unir a otros metales. La transferrina es sintetizada en el sistema retículo endotelial (S.R.E.), pero principalmente en el hígado. Tiene una vida media de 8 a 10 días y se encuentra en el plasma saturada con hierro en una tercera parte normalmente.
El hierro que se absorbe en los alimentos, es transportado en la sangre por la transferrina y almacenado en ferritina, para ser utilizado en la síntesis de citocromos, de enzimas y otras proteínas que contienen hierro como la mioglobina y la hemoglobina y utilizada por la medula ósea para la eritropoyesis.

## Fijación
El paso del complejo transferrina-hierro a las células ocurre en tres etapas así:
- Absorción: unión del complejo transferrina-hierro a sus receptores celulares de superficie.
- Fijación: paso en el cual el complejo penetra al interior por el mecanismo de endocitosis (o picnocitosis o rofeocitosis).
- Liberación de la transferrina al plasma: por ataque al lugar de fijación aniónica. De esta manera queda libre el hierro intracelular al cual luego se dirige a las mitocondrias posiblemente ayudado por intermediarios intracelulares y allí es utilizado en la síntesis de la hemoglobina.

### Receptores de transferrina sérica
Se trata de una nueva medición en pacientes con deficiencia de hierro. Consiste en la cuantificación de los receptores de transferrina sérica, utilizando anticuerpos monoclonales dirigidos contra el receptor. Las flebotomías repetidas en voluntarios normales pueden inducir un estado ferropénico, con aumento en los receptores de transferrina sérica. Durante la depleción de las reservas de hierro, los receptores de transferrina sérica son normales, con disminución de la ferritina sérica.
Con flebotomías persistentes, después de la depleción de las reservas se ha demostrado que aumentan los receptores de transferrina sérica, lo cual tiene relación con la intensidad de la deficiencia de hierro, en cuanto que la ferritina sérica alcanzaría su nadir o punto más bajo. Se deduce que dicho estudio permitirá medir la deficiencia de hierro tisular, aunque no se ha documentado su utilidad en el diagnóstico y tratamiento de la deficiencia del mineral.

## Examen de laboratorio

### Capacidad ligadora de hierro y porcentaje de saturación de la transferrina
La capacidad ligadora de hierro refleja la cantidad total de transferrina activa y disponible en la sangre, que normalmente va de 200 a 450 ug/dl. En la deficiencia del hierro a menudo se identifica un incremento en la capacidad de unión con el mineral.
En cualquier momento, en un adulto normal, cerca de 33% de los sitios de unión a la transferrina están ocupados por hierro. Los valores del porcentaje de saturación de la transferrina menores de 15% son congruentes con la anemia ferropriva, aunque no confirman su presencia. En la anemia de las enfermedades crónicas, el hierro y la capacidad de unión a él son menores, como lo es también el porcentaje de saturación de transferrina.
En dichos casos las concentraciones bajas de hierro en el suero son causadas por la disminución en la movilización del mineral de las células reticuloendoteliales al plasma. Los valores bajos de la transferrina pueden deberse a una mayor degradación y no a disminución de su síntesis.
Niveles normales de Transferrina
- en adultos hombres	        de 215 a 360 mg/dl
- en adultos mujeres	        de 245 a 370 mg/dl
- en niños menores de 1 año	de 125 a 270 mg/dl
- en niños	                de 200 a 350 mg/dl

- Los niveles aumentados de CTCH pueden indicar:
  - Anticonceptivos orales
  - Embarazo
  - Policitemias
  - Anemia ferropénica
- Los niveles disminuidos de CTCH pueden indicar:
  - Falta de proteínas
  - Enfermedades inflamatorias
  - Cirrosis hepática
  - Anemia hemolítica o perniciosa
  - Drepanocitosis